# Espineta cuablanca
L'espineta cuablanca (Gerygone fusca) és un ocell de la família dels acantízids (Acanthizidae).

## Hàbitat i distribució
Habita boscos, mallee i matolls, localment a l'interior oest, centre i est d'Austràlia, des de costa nord-oest d'Austràlia Occidental cap a l'est fins al centre del Territori del Nord i oest de Queensland, cap al sud al nord d'Austràlia Meridional. Sud-oest i centre d'Austràlia Occidental cap al sud fins al sud d'Austràlia Meridional. Des del centre de Queensland, cap al sud, a través del centre de Nova Gal·les del Sud fins al nord i centre de Victòria.